# Ostnák jihoamerický
Ostnák jihoamerický (Jacana jacana) je druh vodního ptáka z čeledi ostnákovití.

## Výskyt
Vyskytuje se v tropické Jižní Americe východně od And a v jižní Střední Americe, kde obývá tamní sladké vody (bažiny, mokřady, záplavové oblasti). Umí se pohybovat po listech rostlin, k čemuž slouží dlouhé prsty, díky nimž se váha ptáka rozkládá na větší plochu.

## Popis
Má hnědá křídla a hřbet. Hlava a další části těla pak mají černou barvu. Zobák žluté barvy doplňuje červený čelní štítek. Typické jsou dlouhé nohy a prsty. Ostnák jihoamerický dosahuje délky 17 až 23 centimetrů. Samice jsou větší než samci.

## Biologie
Samci se starají o stavbu hnízda, snůšku a mláďata. Samice se tak páří až se třemi, resp. čtyřmi samci (tzv. mnohomužství), z nichž všichni mohou mít svá vlastní mláďata, o která se starají. Samice v tu dobu hledají a lákají další samce a brání teritorium.
Živí se vodními bezobratlými (zejména hmyzem), malými rybami či obojživelníky i semeny a dalšími částmi rostlin. Samice snáší čtyři vejce, která jsou následně inkubována po dobu 28 dní.

## Chov v zoo
Tento druh byl v říjnu 2019 chován v pouhých dvanácti evropských zoo. Z toho nejvíce zastoupen (tři zoo) byl v Německu. Na seznamu byla v tu dobu také jedna česká zoo – Zoo Praha. Historicky byl ostnák jihoamerický chován rovněž v Zoo Dvůr Králové, Zoo Hluboká a Zoo Zlín. Ve slovenských zoo chován nebyl a není.

### Chov v Zoo Praha
Ostnáci jihoameričtí byli dovezeni v dubnu 2019 ze Zoo Zlín. Od září 2019 jsou vystaveni v nově zpřístupněném Rákosově pavilonu (expozice Pantanal), a to v počtu dvou jedinců. Během podzimu 2024 oznámila pražská zoo snůšku čtyř vajec a z nich jedno vylíhnuté mládě. Na hnízdě seděl po celou dobu inkubace samec, který potomka také odchovává. Jde o chovatelsky významnou událost, protože odchov probíhá přirozeně a před zraky návštěvníků, ale také proto, že směřuje k historicky prvnímu odchovu ostnáka jihoamerického v českých zoologických zahradách.